# Colin Chapman
Anthony Colin Bruce Chapman (Londres 19 de maio de 1928 – 16 de dezembro de 1982) foi um importante designer, inventor e construtor da indústria automobilística inglês.

## Carreira
Em 1952, ele fundou a empresa de carros esportivos Lotus Cars. Na Fórmula 1, criou o chassi monocoque, construído sob uma estrutura única. Utilizou seus conhecimentos de aerodinâmica para introduzir diversas outras inovações: aerofólios e assoalhos cujo formato produzia o chamado "efeito solo" (ground effect). Os carros de Chapman com esse segundo acessório eram chamados de "carros-asa" e foram proibidos por causarem grande velocidade nas curvas, mas sem que possibilitasse ao piloto, nessa manobra, manejar com segurança os carros. O legado de suas criações está presente até hoje nos carros de competição, especialmente os Fórmulas, além de ter sido um dos primeiros a fazer uso de publicidade em seus carros que não necessariamente tenham a ver com o mundo automotivo (ex: Marcas de Roupas, Cigarro, Bebidas, etc...)
Colin Chapman ficou famoso quando importantes ases do automobilismo venceram pilotando seus carros inovadores: Jim Clark, Jochen Rindt, Emerson Fittipaldi, Ronnie Peterson e Mario Andretti. Seu gesto de arremessar o boné para o alto, na linha de chegada, quando seus pilotos venciam, era conhecido em todo o mundo esportivo.
Depois de sua súbita morte em 1982 (Chapman estava prestes a ser preso e condenado por 10 anos por desvio de dinheiro na Inglaterra, e ter a sua equipe confiscada), circularam boatos de que Chapman na verdade continuava vivo, tendo forjado a mesma para escapar das dívidas com o governo, e que estaria inclusive morando no Brasil, o que nunca foi confirmado. Sua esposa havia vindo em um GP do Brasil com ele nos anos 70 e detestou o país. Na década de 80, depois que Chapman morreu, ela veio a todos os GPs do Brasil, o que torna suspeita a morte de Chapman.

## Resultados

### Fórmula 1
| Ano  | Entrada                  | Chassi  | Motor              | 1   | 2   | 3   | 4   | 5       | 6   | 7   | 8   | Pontos | Posição |
| ---- | ------------------------ | ------- | ------------------ | --- | --- | --- | --- | ------- | --- | --- | --- | ------ | ------- |
| 1956 | Vandervell Products Ltd. | Vanwall | Vanwall Straight-4 | ARG | MON | 500 | BEL | FRA DNS | GBR | ALE | ITA | 0      | NC      |